# NGC 46
NGC 46 est une étoile située dans la constellation des Poissons. Elle a été recensée par Edward Joshua Cooper le 22 octobre 1852.
Dans le catalogue Tycho (en), la désignation de cette étoile est TYC 8-572-1. Selon les plus récentes données basée sur les mesures du satellite Gaia, sa distance est de 434,972 ± 4,238 1 pc (∼1 420 al) et sa vitesse radiale est égale à 1,17 ± 0,88 km/s